# 3580 Avery
3580 Avery (1983 CS2) là một tiểu hành tinh vành đai chính được phát hiện ngày 15 tháng 2 năm 1983 bởi Thomas, N. G. ở Flagstaff (AM).